# Слобожанський проспект
Слобожанський проспект — одна з головних вулиць міста Дніпро, у лівобережних Нижньодніпровському та Індустріальному районах. Слобожанський проспект розділяє з півдня на північ лівий берег міста Дніпро навпіл.

## Опис
Протяжність проспекту 6300 метрів. Початок проспекту на півдні визначає мостоперехід Нового мосту. Закінчується проспект на півночі біля парку «Дружби» у Самарівці.
На початку слугує межею Мануйлівки й її східних висілків — Сахалину.
Після залізничної лінії Дніпро-Головний — Синельникове I пролягає робітниче селище Султанівка, що за радянських часів мало ім'я революціонера Клочко, а через забудову — житловий масив «Нове Клочко» (з 2015 року — Калинове) отримало назву «Старе Клочко».
На північному й східному краї Султанівки в районі перехрестя з Калиновою вулицею забудова представлена переважно двоповерховими будинками робітничого селища Червоний Металіст.
Кучугури забудовані житловим масивом вздовж проспекту Петра Калнишевського й розширенням Нижньодніпровського трубопрокатного заводу.
Наприкінці проспекту у виселок Султанівки — Калинового, західного краю Самарівки та селища міського типу Слобожанське разом з його новим районом «Золоті ключі».

## Історія
Заснування Катеринослава у слободі Половиця зумовило будівництво у ХІХ столітті прямого поштового тракту до Московщини. Була влаштована переправа з Мануйлівки до Половиці у місці сучасного Нового мосту. Поштовий тракт був прорубаний через Кучугури — місцевість на лівому березі сучасного Дніпра, вкриту піщаними кучугурами. Тракт називався Новомосковським шосе.
Декілька перших сталінок зведено у районі вулиці Калинової, де 9 травня 1949 року встановлено пам'ятник військовому льотчику Анатолію Брандису.
Впродовж 1940—1950-х років забудовувалося переважно двоповерховими будинками робітниче селище Червоний металіст. Визначною будівлею селища став Будинок культури.
Наприкінці 1950-х років, коли місто Нижньодніпровськ було приєднано до Дніпропетровська вздовж Новомосковського шосе розвернулося масове будівництво. 1957 року проспектом прокладена тролейбусна лінія.
У 1962 році Новомосковське шосе перейменоване в проспект імені газети «Правда». У 1966 році введений в експлуатацію Новий міст через річку Дніпро, який був початком осі проспекту з центральною частиною міста на правому березі.
У 2015 році, на виконання Закону України про декомунізацію, проспект перейменований в Слобожанський, як головний шлях сполучення зі Слобідською Україною.

## Перехресні вулиці
- вулиця Сонячна Набережна
- Вулиця Любарського
- Мануйлівський проспект
- Вулиця Котляревського
- Коротка вулиця
- вулиця Тьоміна
- Вулиця Ванцетті
- Військова вулиця
- вулиця Степана Разіна
- вулиця Каруни
- провулок Юнатів
- Вулиця Столєтова
- Новоселицька вулиця
- вулиця Аржанова
- Тбіліська вулиця
- Каштанова вулиця
- Юр'ївська вулиця
- Тимчасова вулиця
- Дарницька вулиця
- вулиця Богдана Хмельницького
- вулиця Кожем'яки
- Калинова вулиця
- Вулиця Софії Ковалевської
- Батумська вулиця
- Старочуацька вулиця
- Воронезька вулиця
- Киснева вулиця
- Холодильна вулиця
- Магдалинівська вулиця
- вулиця Василя Сухомлинського
- Теплична вулиця
- вулиця Дружби
- вулиця 8 Березня
- Бульварна вулиця

## Транспорт
З 1957 року діє тролейбусна лінія, яка обслуговує маршрути № 3, 7, 15, 17, 20.
У 1966 році зведений Новий міст, що зробив Новомосковське шосе головною транспортною артерією лівого берега міста.
У перспективі планується будівництво другої черги Дніпровського метрополітену, яка має пройти під Слобожанським проспектом, що буде пролягати під проспектом Олександра Поля на правому березі міста.

## Галерея

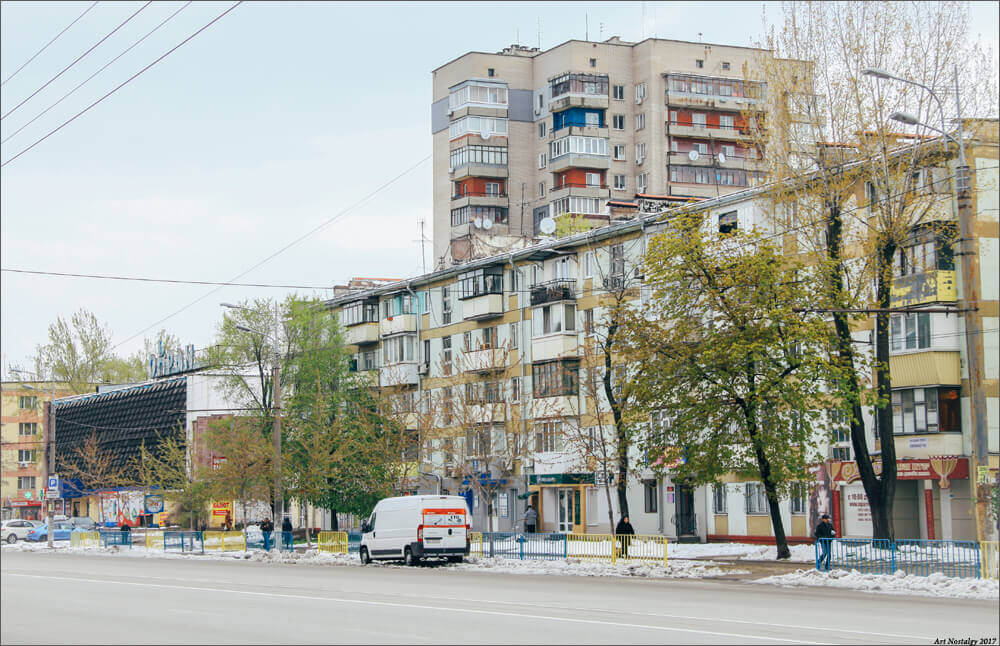
Магазин Океан
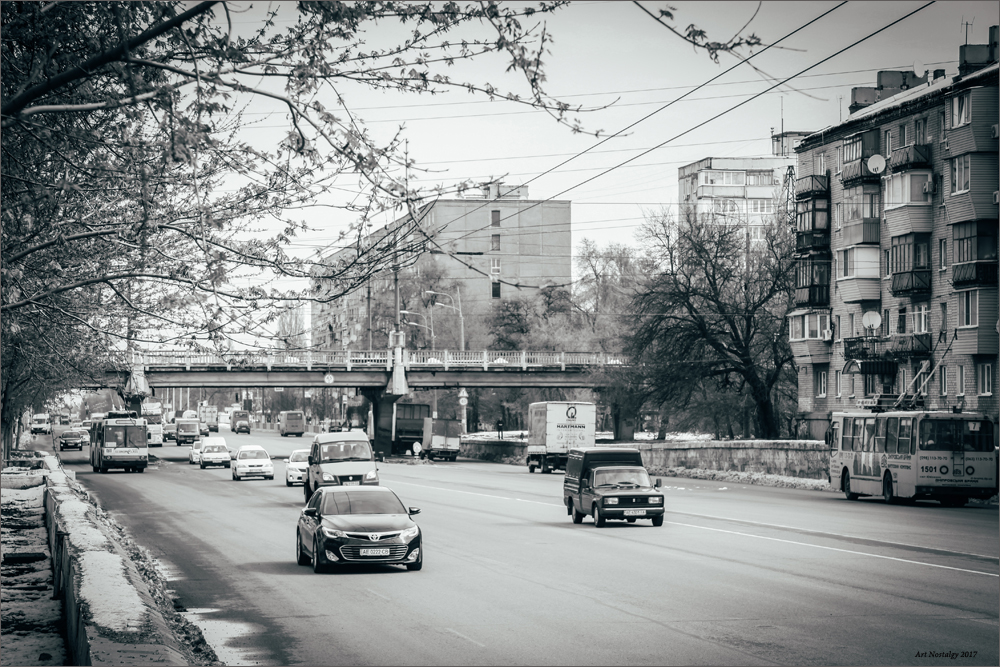
Тролейбусний віадук
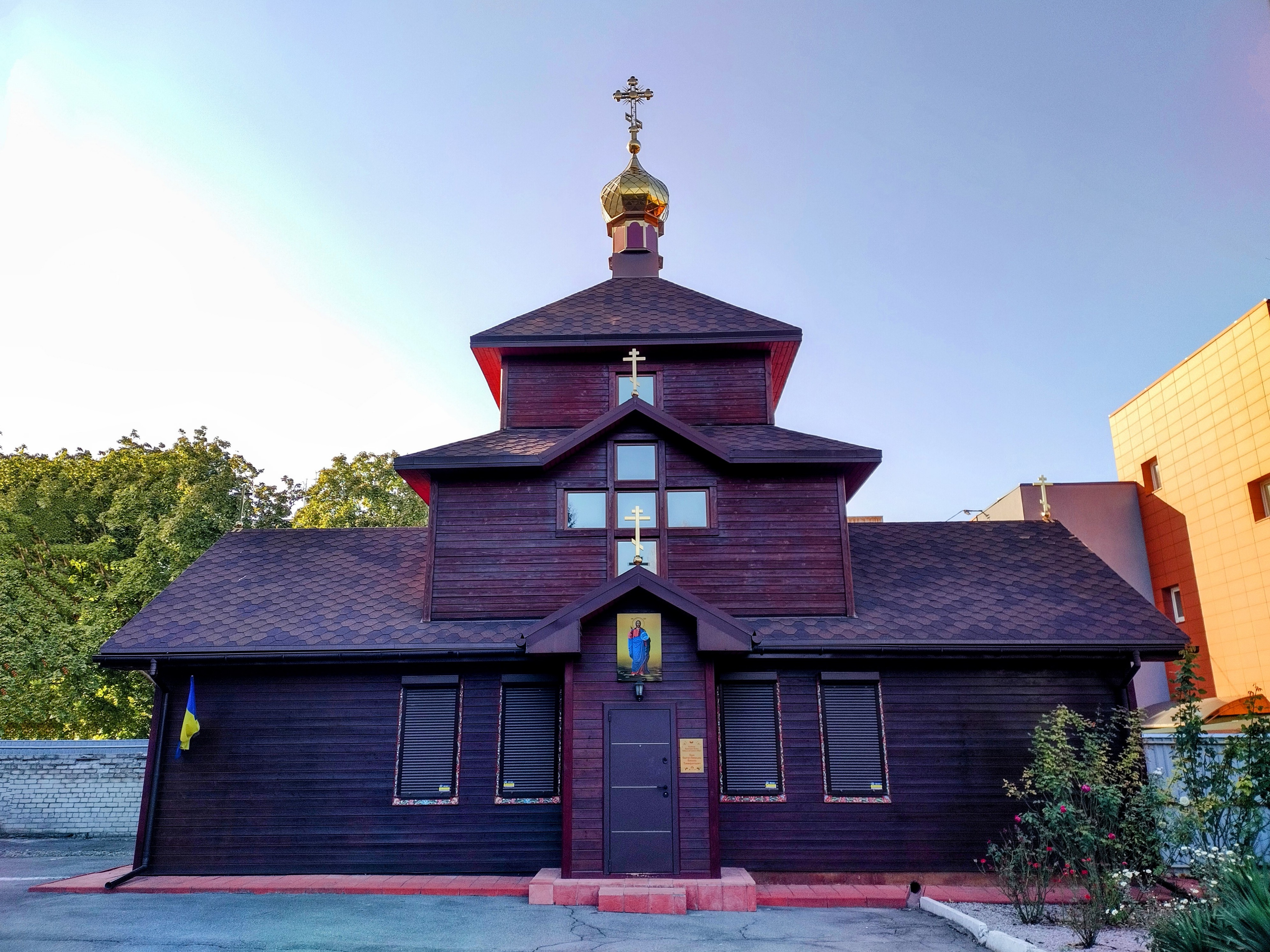
Храм Святого Спиридона Тримифунтського ПЦУ